# More Than a Song (album)
More Than a Song is een studioalbum van More Than a Song. De bandmaan was in eerste instante alleen een verzamelnaam voor de artiesten, doch er volgde al snel een nieuw album en dat kreeg als artiestennaam More Than A Song mee. Daarna was echter de koek weer op en ging ieder zijns/haars wegs. Matthews en Vanderveen zouden later nog wel weer een album maken, maar dan onder de naam The Iain Adventure. De muziek is opgenomen tijdens Matthews verblijf in Swine Lake, Texas, maar een kleine gedeelte is ook opgenomen in een zomerhuisje in Norg, Drenthe. Perfect Pitch is het eigen platenlabel van Iain Matthews.  

## Musici
- Eliza Gilkyson – zang, akoestische gitaar, piano, percussie
- Iain Matthews – zang, akoestische gitaar, percussie
- Ad Vanderveen – zang, gitaar, harmonica, basgitaar, dobro, percussie, mandoline en piano (track 3)

## Muziek
| Nr. | Titel                                 | Duur |
| --- | ------------------------------------- | ---- |
| 1.  | All the way (Vanderveen)              |      |
| 2.  | Heart of a man (Gilkyson)             |      |
| 3.  | Rerum matinee (Matthews)              |      |
| 4.  | Home on the highway (Vanderveen)      |      |
| 5.  | Bird of paradise (Gilkyson)           |      |
| 6.  | Meaning to life (Matthews)            |      |
| 7.  | Anchor (Vanderveen)                   |      |
| 8.  | Bottom crawl (Gilkyson)               |      |
| 9.  | Sing sister sing (Matthews)           |      |
| 10. | Sweet old life (Vanderveen)           |      |
| 11. | Witness (Gilkyson)                    |      |
| 12. | A beautiful lie (Matthews)            |      |
| 13. | Fall into the night (Gilkyson)        |      |
| 14. | Lamb in armour (Matthews)             |      |
| 15. | More than a song to sing (Vanderveen) |      |